# Agrypon leptideae
Agrypon leptideae är en stekelart som först beskrevs av Kusigemati 1986.  Agrypon leptideae ingår i släktet Agrypon och familjen brokparasitsteklar. Inga underarter finns listade i Catalogue of Life.